# Schizocharis
Schizocharis är ett släkte av steklar. Schizocharis ingår i familjen finglanssteklar.
Kladogram enligt Catalogue of Life:
| Schizocharis | \| \| Schizocharis amaniensis \| \| \| \| \| \| Schizocharis combretae \| \| \| \| \| \| Schizocharis milletiae \| \| \| \| \| \| Schizocharis newbyi \| \| \| \| |
|              | \| \| Schizocharis amaniensis \| \| \| \| \| \| Schizocharis combretae \| \| \| \| \| \| Schizocharis milletiae \| \| \| \| \| \| Schizocharis newbyi \| \| \| \| |
|              | Schizocharis amaniensis |
|              | |
|              | Schizocharis combretae |
|              | |
|              | Schizocharis milletiae |
|              | |
|              | Schizocharis newbyi |
|              | |